# Frank Bateman
Frederick Richard ("Frank") Bateman (Meriden, 12 mei 1890 - Creg-ny-Baa, 6 juni 1913) was een Brits motorcoureur en testrijder voor het merk Rudge.
Frank Bateman (gehuwd met Laura Cooper Bateman en vader van Frederick Cyril Bateman) startte voor zijn werkgever Rudge Whitworth in de TT van Man van 1913. De Senior TT (de 500cc-klasse) en de Junior TT (de 350cc-klasse) waren in dit jaar opgedeeld in twee races: op woensdag 4 juni reed de Senior-klasse drie ronden (180 km) en de Junior-klasse twee ronden. Daarna werden ze op vrijdag 6 juni samengevoegd in één race van vier ronden (240 km).
In de eerste Senior-race werd Frank Bateman tweede achter Scott-coureur Tim Wood. Op vrijdag ging het er dus om Wood te verslaan en de beste totaaltijd over twee races te rijden.
Frank Bateman nam inderdaad de leiding in de race, maar ter hoogte van Keppel Gate kreeg hij een lekke band, waardoor hij enkele honderden meters bij Creg-ny-Baa ten val kwam. Hij overleed aan zijn verwondingen. Frank Bateman was het tweede dodelijke slachtoffer van de Snaefell Mountain Course, na Victor Surridge in 1912.
Frank Bateman werd naast zijn vader William Bateman en zijn moeder Jane Needham Bateman begraven op het kerkhof van All Saints Church in Coventry.